# Тожаній-де-Сус
Тожаній-де-Сус (рум. Tojanii de Sus) — село у повіті Вранча в Румунії. Входить до складу комуни Спулбер.
Село розташоване на відстані 155 км на північ від Бухареста, 35 км на захід від Фокшан, 106 км на захід від Галаца, 88 км на схід від Брашова.

## Населення
За даними перепису населення 2002 року у селі проживали 16 осіб, усі — румуни. Усі жителі села рідною мовою назвали румунську.